# サン＝ジル＝クロワ＝ド＝ヴィ
サン＝ジル＝クロワ＝ド＝ヴィ （Saint-Gilles-Croix-de-Vie）は、フランス、ペイ・ド・ラ・ロワール地域圏、ヴァンデ県のコミューン。コート・リュミエール（fr）と呼ばれる大西洋岸の観光地の1つである。1967年、ヴィ川の河口両岸にある2つのコミューン、サン＝ジル＝シュル＝ヴィとクロワ＝ド＝ヴィが合併して誕生した。
特にイワシ漁を専門とする漁港の存在で知られ、1982年以降は海水浴観光地となっている。

## 地理

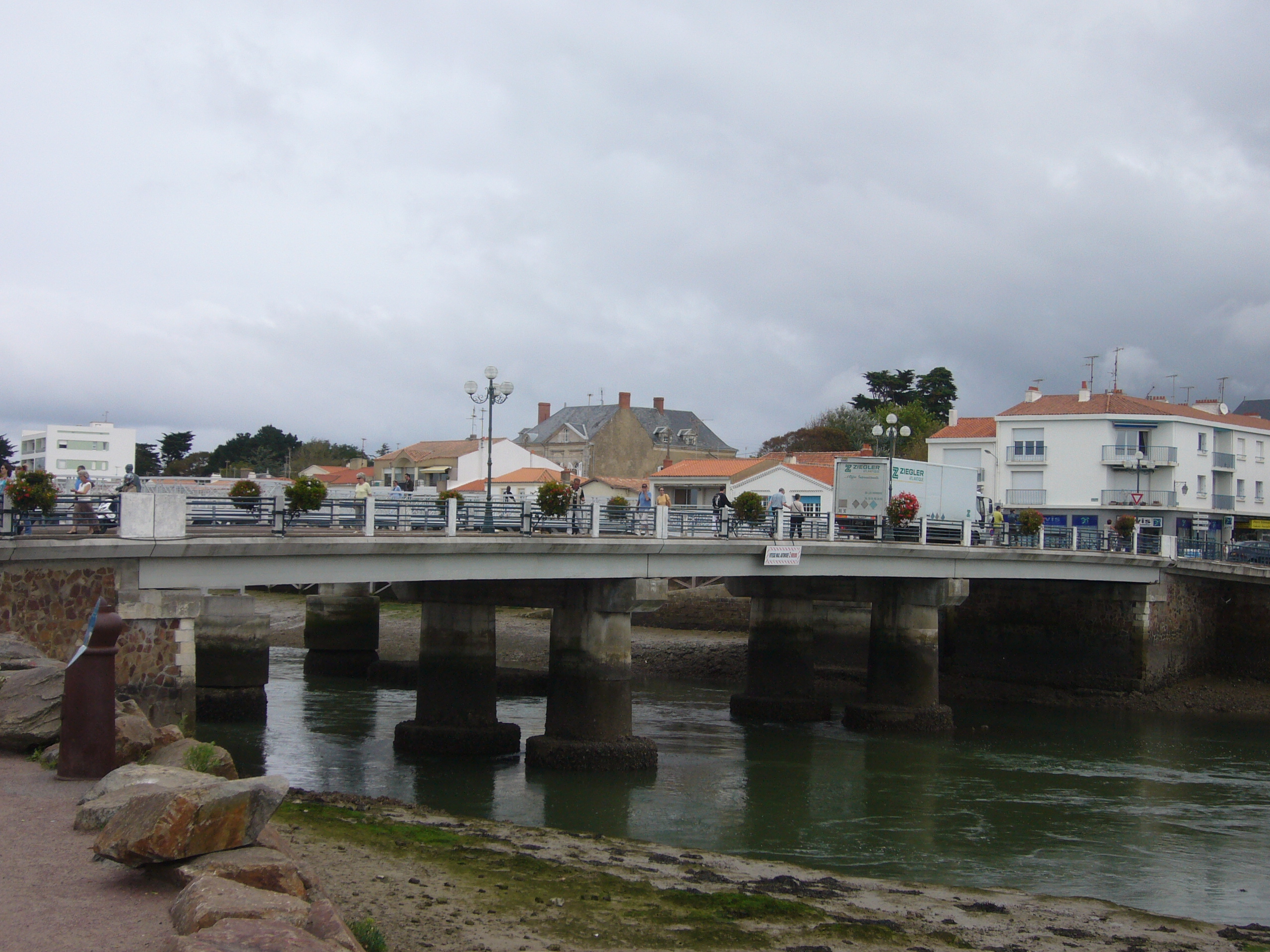
ヴィ川に架かる橋

コート・リュミエールに属するサン＝ジルは、ナントの南約70kmにある。ヴィ川を挟み、コミューンは2地区に分かれている。

## 交通
- 道路 - A87
- 鉄道 - TERペイ・ド・ラ・ロワール、ナント-サン＝ジル＝クロワ＝ド＝ヴィ線
- フェリー - 4月から9月まで、コンパニー・ヴァンデエンヌがユー島との間のフェリーを運航する。31kmの距離を約1時間で移動する。

## 歴史

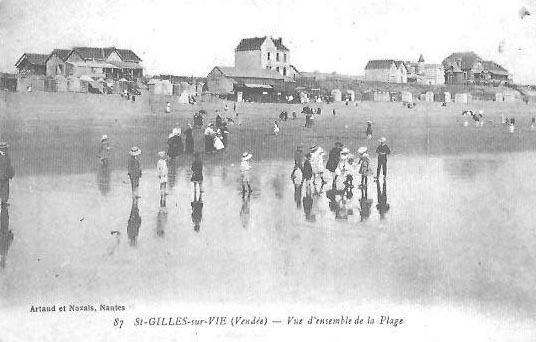
19世紀末に撮影されたサン＝ジル＝シュル＝ヴィの砂浜

ヴィ川左岸のサン＝ジル＝シュル＝ヴィは、かつてSidunum、SidumまたはSidonumの名でフェニキア植民地としてつくられた。ガイウス・ユリウス・カエサルがガリア戦記に記した、ガリア西部征服期に記した都市、Portus-Secorが村のことかもしれない。
9世紀、サン＝ミシェル＝アン＝ラルム修道院の修道士たちは、隠者ジルを崇敬し、修道院と要塞教会を建設した。この要塞教会は、塔と身廊を除いてユグノー戦争時代に破壊された。
中世のサン＝ジルは、メインストリートを中心に都市が編成された。100トンの容量を持つ船舶が収容可能な港も抱えていた。18世紀のサン＝ジルは、バ・ポワトゥー地方の輸出港であった。ヴィ川は穀物、塩、ワインやボカージュで飼育される家畜も運搬していた。1610年の死の前年にバ・ポワトゥー地方を行幸中であったアンリ4世は、サン＝ジルから1里ほどのボーマルシェ城に一泊した。
ヴィ川右岸のクロワ＝ド＝ヴィが現れたのは16世紀である。モントーシエ公爵がサン＝ジルの船乗りたちに自宅建設用の土地の区画を助成したときである。マリー・ド・ボーケール（fr、ブルターニュ貴族であるパンティエーヴル伯セバスティアンの妻）は1601年から1610年までの間にかけ、大防波堤や新しい波止場を建設させた。1611年から1613年にかけては礼拝堂がつくられた。この建物は1896年にサン＝クロワ教会が建てられるまで使用された。礼拝堂が完成する前の1610年に国勢調査がなされた際、クロワ＝ド＝ヴィには約500人が暮らしていた。1622年、ルイ13世がクロワ＝ド＝ヴィに一泊した。
1793年から1796年までのヴァンデ戦争、1815年の百日天下の間に反乱が試みられた後、ヴィ川はフランス革命時代の革命支持者（青）と王統派（白）との対立を体現する場となった。クロワ＝ド＝ヴィの船乗りや住民の大半が穏健な王統派であった一方、サン＝ジル＝シュル＝ヴィの土地所有者や船主たちはナポレオン・ボナパルトを支持する以前はむしろ共和陣営であった。脱キリスト教化時代、革命家たちはサン＝ジルをポール・フィデル（Port Fidèle）、クロワ＝ド＝ヴィをル・アーヴル・ド・ヴィ（Le-Hâvre-de-Vie）と改名させた。
1860年代、最初の海水浴流行が始まると、サン＝ジルとクロワ＝ド＝ヴィでは徐々に観光が重要な経済活動となっていった。最初の海水浴場は1863年7月にサン＝ジルで始まり、ヴィッラが建設されていった。
ナントとサン＝ジル間に3時間、パリとサン＝ジル間に10時間が必要であったが、1880年代の鉄道の開通でこの2都市の行楽客が来られるようになった。1907年夏の観光客数は2000人と概算されているが、1934年には6000人に倍増した。1912年には最初の林間学校が行われた。1922年、観光事務所が設置された。
1936年6月、人民戦線政府が政権を握ってから初めて導入された有給休暇制度がさらに観光産業を後押しした。カジノも設置された。
第二次世界大戦解放後、観光は特にキャンプの成功で再開された。1946年夏、観光客は2万人を超え、1962年には別荘住民が900人だった。
フランス革命に誘発された2コミューン対立は尾を引き、1830年代と1860年代の2度、合併が拒否されていた。2コミューンの合併は、1965年自治体選挙の結果を待たねばならなかった。
1981年、干潟があった場所にマリーナが設置された。

## みどころ
カトリック教会のリュソン司教区に属するサン＝ジル＝クロワ＝ド＝ヴィには、2つの教会がある。年間通じて週5日間、屋外市場が2つの教会前で交互に開催されている。

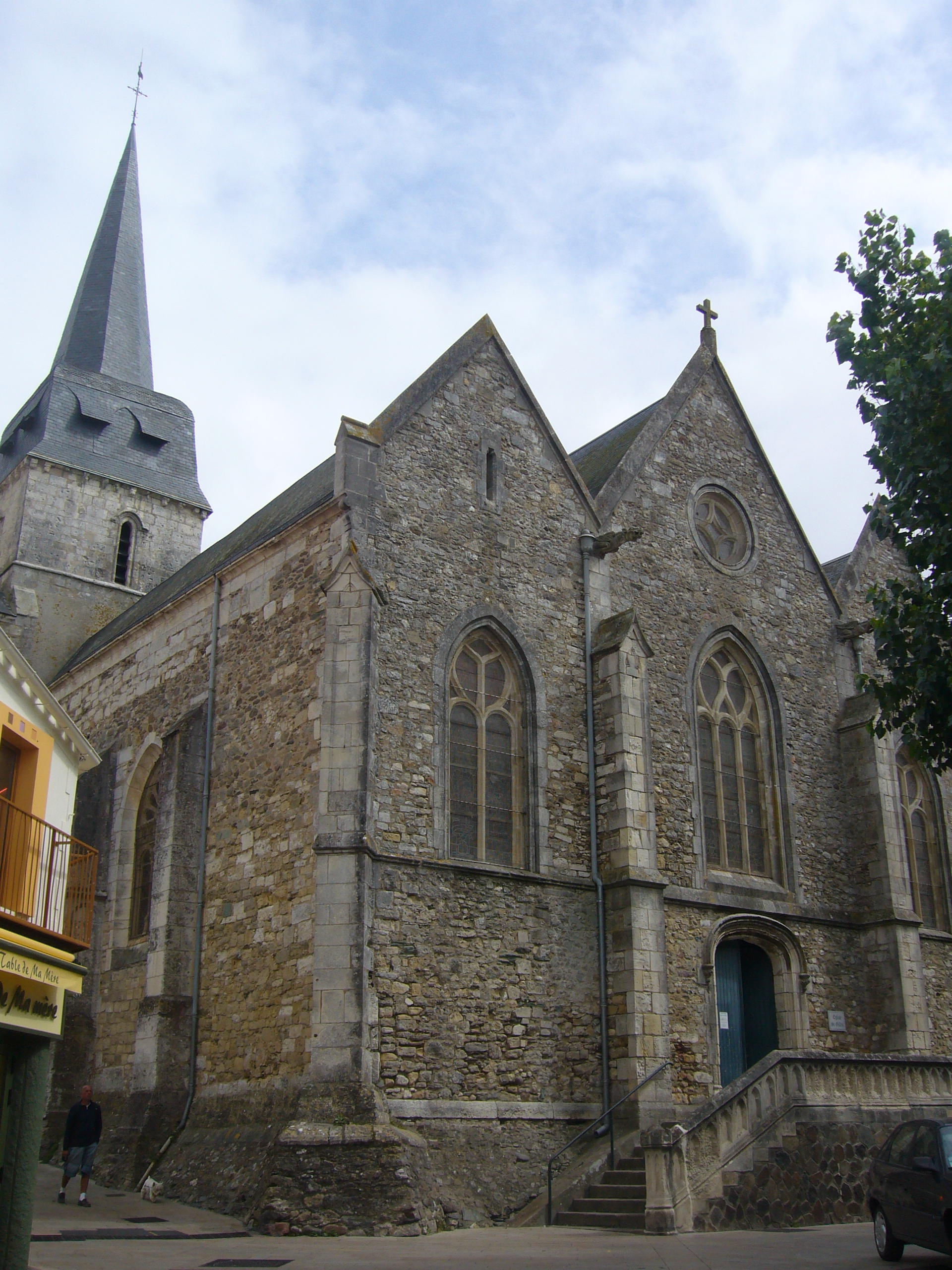
サン＝ジル教会
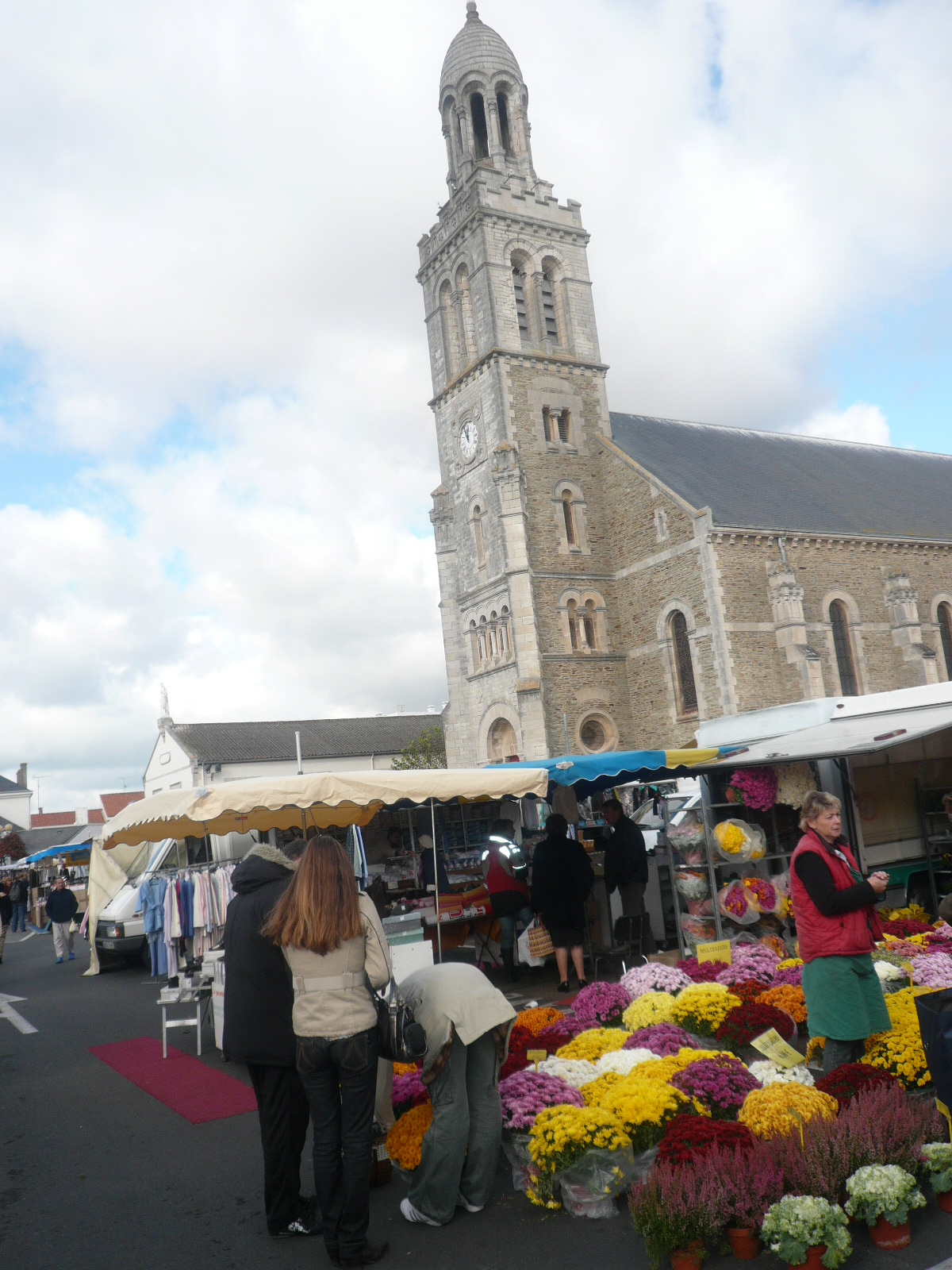
クロワ＝ド＝ヴィのサント＝クロワ教会とマルシェ

## 姉妹都市
- ゴソン、スペイン